# Burkhard von Schmeling
Burkhard Heinrich von Schmeling (* 29. Januar 1823 in Stargard; † 14. November 1902 in Wiesbaden) war ein preußischer Generalleutnant.

## Leben

### Herkunft
Burkhard war der Sohn des preußischen Majors Friedrich von Schmeling (1788–1832) und dessen Ehefrau Emilie Henriette Friderike, geborene Gaudecker (1794–1823).

### Militärkarriere
Schmeling besuchte die Kadettenhäuser in Kulm und Berlin. Am 9. August 1840 wurde er als Sekondeleutnant dem 1. Garde-Regiment zu Fuß der Preußischen Armee überwiesen. Er absolvierte 1845/48 die Allgemeine Kriegsschule und beteiligte sich 1848 an der Niederschlagung der Straßenkämpfe in Berlin. In den Jahren 1851 bis 1854 war Schmeling an die Unteroffizierschule Biebrich kommandiert. Nach seiner Rückkehr erhielt er die Ernennung zum Kompanieführer bei der Schulabteilung und wurde am 14. Juni 1855 zum Hauptmann ernannt. Am 16. März 1856 kam er in das 1. Garde-Regiment zu Fuß, wo er Chef der 4. Kompanie wurde. Er wurde am 16. März 1858 in das 26. Infanterie-Regiment und am 1. Juli 1860 in das 66. Infanterie-Regiment versetzt. Dort wurde er am 10. Mai 1862 zum Major ernannt und kam am 23. Juni 1864 als Kommandeur in das I. Bataillon des 66. Infanterie-Regiments. Dort wurde er am 19. Mai 1866 als Kommandeur in das Füsilierbataillon versetzt.
Während des Deutschen Krieges von 1866 kämpfte er bei Münchengrätz, Preßburg und Königgrätz. Dafür wurde er am 20. September 1866 zum Oberstleutnant befördert und mit dem Kronen-Orden 3. Klasse mit Schwertern ausgezeichnet.
Im weiteren Verlauf seiner Militärkarriere wurde Schmeling am 7. Juli 1868 zum Kommandeur des Schlesischen Füsilier-Regiments Nr. 38 ernannt und in dieser Stellung kurz darauf am 23. Juli 1868 zum Oberst befördert. Er führte das Regiment 1870/71 im Krieg gegen Frankreich und nahm damit an der Beschießung von Pfalzburg und an der Belagerung von Toul teil. Bei der Belagerung von Paris erwarb er sich das Eiserne Kreuz 2. Klasse.
Am 20. Februar 1873 übernahm Schmeling das Kommando über die 22. Infanterie-Brigade in Breslau, wurde am 22. März 1873 Generalmajor und als solcher am 13. Oktober 1877 Kommandant von Danzig. Hier avancierte er am 11. Juni 1876 zum Generalleutnant und erhielt am 9. September 1879 den Stern zum Roten Adlerorden II. Klasse mit Eichenlaub. Unter Verleihung des Kronenordens I. Klasse mit Schwertern am Ringe wurde Schmeling am 17. August 1882 zur Disposition gestellt.

### Familie
Schmeling heiratete in York am 23. November 1848 die Amerikanerin Araminta Price (1828–1901). Aus dieser Ehe ging mehrere Tochter hervor:
- Mary Emilia Elisa Klementine (* 11. August 1852) ⚭ 1872 Heinrich von Schmeling († 24. August 1896), Herr auf Groß- und Klein-Mölln
- Araminia Karoline (* 19. Mai 1856)

⚭ 1884 Pierce Moore, Beamter in Indien
⚭ 1892 James Andrew, britischer Resident in Travancore (1904–1906)
- Augusta Fanny (* 29. Dezember 1861) ⚭ 1891 George Goore, britischer Beamter